# Die Herrin und ihr Knecht
Die Herrin und ihr Knecht ist ein deutscher Stummfilm aus dem Jahre 1929 von Richard Oswald mit Henny Porten in der Hauptrolle.

## Handlung
August 1914, unmittelbar vor Ausbruch des Ersten Weltkriegs. Im deutsch-russischen Grenzgebiet Ostpreußens residiert Johanna von Grothe, eine Witwe mittleren Alters, auf ihrem Gutshof mit ihrer jüngeren Schwester Marianne. Johanna wird umgarnt von dem ebenso ruch- wie charakterlosen, russischen Rittmeister Sassin. Sassins Zudringlichkeit wird jedoch von seinem Landsmann, dem vornehmen Oberst Fürst Fergussow, vereitelt. Als der Krieg ausbricht, verliert Sassin jedwede noch verbliebene Contenance und beabsichtigt, das Rittergut der nunmehr zur Feindin gewordenen Deutschen zu überfallen, um sich das zu nehmen, was ihm zustehe, wie er meint. Doch wieder geht Fürst Fergussow dazwischen. Außer sich vor Zorn, schießt Sassin auf seinen Landsmann und Gegenspieler, der taumelnd zusammenbricht. Verfolgt von einer russischen Patrouille, sieht Sassin keine andere Möglichkeit, als sich daraufhin selbst zu töten.
Fergussow bleibt auf dem Gutshof und wird von Johanna, die sich zwischen patriotischer Pflicht und aufkeimender Liebe zu ihrem Beschützer, dem russischen „Feind“ für ihr Herz entscheidet, gesund gepflegt. Dennoch erscheint es ihr als unmöglich, in dieser Zeit des Krieges, einen feindlichen Offizier bedingungslos zu lieben. Als Johanna eine Situation missversteht und annehmen muss, dass Fergussow sich nach ihrem reservierten Verhalten nunmehr Marianne zuwendet, ist sie zutiefst enttäuscht. Tief verletzt, ist Johanna nunmehr bereit, bei nächster Gelegenheit Fergussow den eigenen Soldaten auszuliefern. Erst im letzten Moment erkennt sie ihre Fehleinschätzung und versucht Fergussow zur Flucht vor den anrückenden Deutschen zu überreden. Doch es ist zu spät. Als die Soldaten erscheinen, kann der Fürst trotz Hilfe Johannas bei der Flucht über eine Mauer nicht mehr entkommen, und er stirbt durch eine deutsche Kugel.

## Produktionsnotizen
Die Herrin und ihr Knecht entstand im November und Dezember 1929 im Efa-Atelier, passierte am 19. Dezember desselben Jahres die Filmzensur und erhielt Jugendverbot. Die Uraufführung erfolgte am 28. Dezember 1929 im Berliner Titania-Palast. Die Länge des Sechsakters betrug 2630 Meter.
Porten-Gatte Wilhelm von Kaufmann übernahm auch die Produktionsleitung, Aufnahmeleiter war Helmut Schreiber. Franz Schroedter hatte die Gesamtausstattung unter sich. In der Statisterie gab der spätere Gesangsstar Maria Cebotari sein Filmdebüt.

## Kritiken
„Die liebliche Henny Porten ist eine tüchtige, riegelsame Frau von rabiater Arbeitslust -- und so spielt sie am liebsten tüchtige, erdgebundene Menschen. Hier zur Abwechslung, von Keuschheit und Hoheit umflossen, eine Gutsbesitzerin von der russischen Grenze, die in “fünf Jahren ihr verschuldetes Rittergut aus dem Dreck gezogen hat”. (…) Henny Porten erzählt im Programmheft: von zahllosen Briefen und Telegrammen ihrer Verehrer, die sie täglich mit unsäglicher Freude lese, sein ihr die am liebsten, die ihrer Darstellung Lebensechtheit nachrühmten. Die aber läßt sich einzig allein bei Kampers, der allmählich ein junger Jannings wird, feststellen.“

„Die Porten steht selbstverständlich im Vordergrund des Ganzen, sie zieht alle Blicke auf sich und beherrscht virtuos selbst jene Szenen der großen Passion, deren dramaturgische Grundlage schon hart an der Grenze des Hypersentimentalen balanciert. Um sie herum: Fritz Kampers als brutaler Kosakenrittmeister, Igo Sym — sehr sympathisch in seiner Zurückhaltung — als Fürst, Mary Kid — deren schöne Erscheinung und natürliche Begabung bessere Rollen verdienen würden — und der kleine Gstettenbaur, dem ein Sonderlob gebührt.“

„Tendenz: Der Mensch ist gut wenn er deutscher Offizier und russischer Fürst ist, und der imperialistische Krieg ist gut, wenn er mit Schmalz und Sacharin kintoppmäßig zubereitet wird. Henny Porten ist verlogen sentimental, ein Zweig am Baume der deutschen Courths-Mahler.“

„Das Stück, ein sinniger Gartenlaube-Roman, ist gepflegt aufgemacht, und durch die Cliché-Figur der Heldin leuchtet allenthalben das ursprüngliche Talent der Porten hindurch. Sie hat die Herrschaft über Gesicht und Gestalt, vollzieht sicher den Übergang von Ausdruck zu Ausdruck und kann überhaupt mehr als mancher deutsche und amerikanische Star. Nur schade, dass sie sich veraltete und unaktuelle Rollen aussucht, in denen sie ihre mimische Originalität dummen sentimentalen Zwecken dienstbar machen muß.“

„Die Herrin ist in diesem Kriegsfilm … die ewig junge Henny Porten, die ist eine verwitwete Gutsherrin … mit dem vollen Glanz ihres Künstlertums darstellt. Nur daß diese echt deutsche Frau in Wirklichkeit niemals einem russischen Großfürsten, der … auf ihrem Gute Zuflucht sucht, auf dem er vorher als Herr aus und ein ging, ihre Liebe schenken würde, höchstens ihr Mitleid! Da fühlt das Gesinde in seinem guten vaterländischen Instinkt viel natürlicher, als es sich im Angesicht der befreienden Deutschen gegen den russischen Bedrücker wendet.“